# Batang (Garzê)

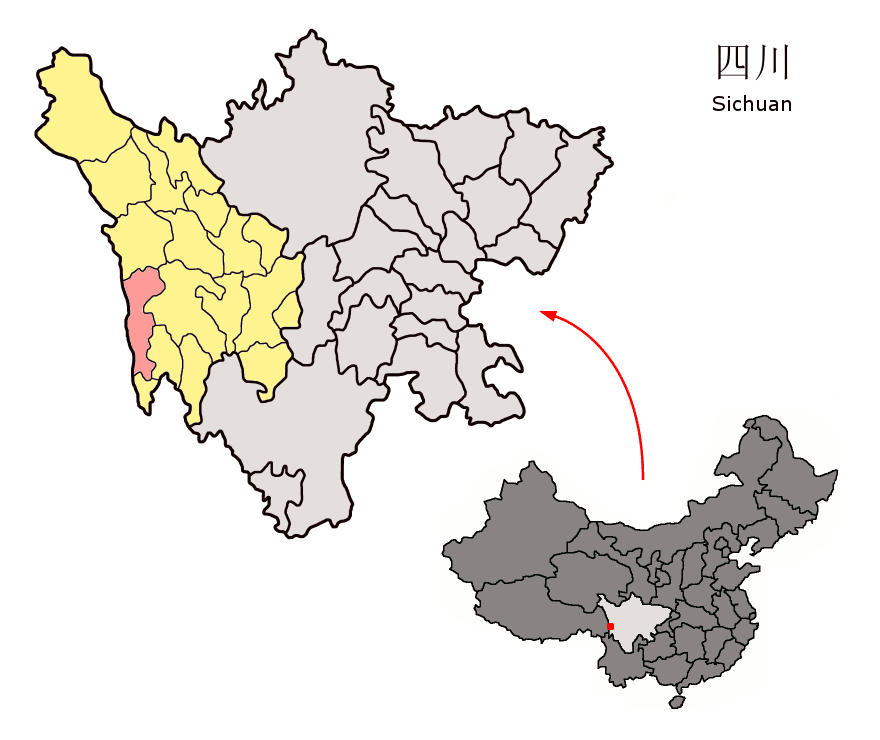
Die Lage des Kreises Batang (rosa) im Autonomen Bezirk Garzê der Tibeter (gelb) im Westen der chinesischen Provinz Sichuan.

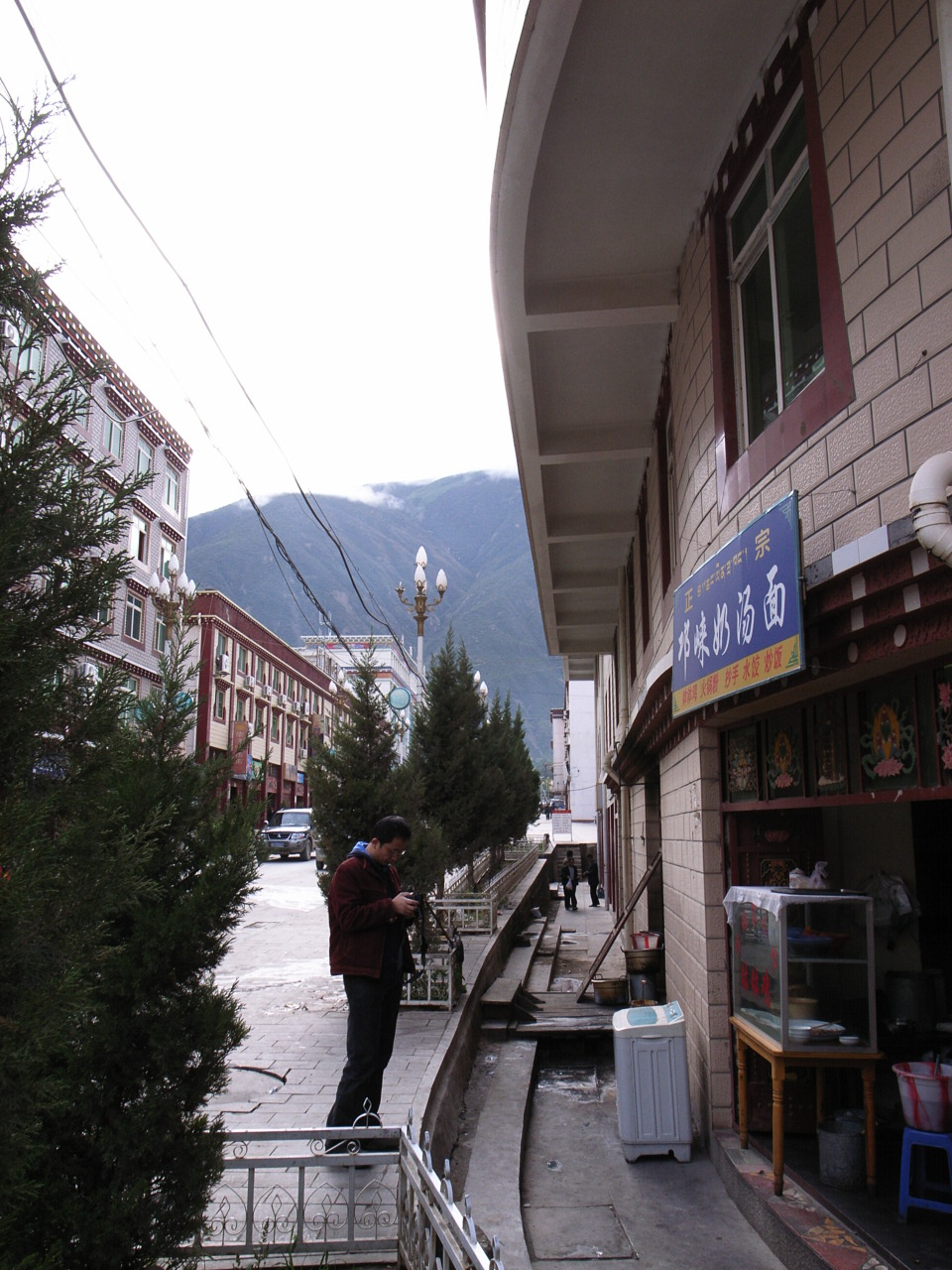
Straße in Batang

Der Kreis Batang (tibetisch: འབའ་ཐང།, Bathang, Umschrift nach Wylie: ’ba’ thang, chinesisch 巴塘縣 / 巴塘县, Pinyin Bātáng Xiàn) gehört zum Autonomen Bezirk Garzê der Tibeter in der chinesischen Provinz Sichuan. Die Fläche beträgt 7.706 Quadratkilometer und die Einwohnerzahl 49.967 (Stand: Zensus 2020). 1999 zählte er 44.355 Einwohner. Sein Hauptort ist die Großgemeinde Qakyung (夏邛鎮 / 夏邛镇,  Xiàqióng).
Der Kreis liegt am Ostufer des Jinsha Jiang. Er grenzt an Yunnan und Tibet.
Sehenswürdigkeiten sind der Ort Longwangtang und das buddhistische Kangning-Kloster (Kangning si 康宁寺).
Der tibetische Volkstanz Xianzi aus Batang steht auf der Liste des immateriellen Kulturerbes der Volksrepublik China, ebenfalls die Tibetische Oper von dort.
1870 wurde der Ort durch ein schweres Erdbeben zerstört.

## Administrative Gliederung
Auf Gemeindeebene setzt sich der Kreis aus einer Großgemeinde und achtzehn Gemeinden zusammen. Diese sind (chin.):
- Großgemeinde Qakyung 复邛镇, Hauptort, Sitz der Kreisregierung

- Gemeinde Lawa 拉哇乡
- Gemeinde Dangba 党巴乡
- Gemeinde Zhubalong 竹巴龙乡
- Gemeinde Zhongxinrong 中心绒乡
- Gemeinde Suwalong 苏哇龙乡
- Gemeinde Changbo 昌波乡
- Gemeinde Dewu 地巫乡
- Gemeinde Zhongza 中咱乡
- Gemeinde Yarigong 亚日贡乡
- Gemeinde Bomi 波密乡
- Gemeinde Moduo 莫多乡
- Gemeinde Songduo 松多乡
- Gemeinde Bogexi 波戈溪乡
- Gemeinde Jiaying 甲英乡
- Gemeinde Cuola 措拉乡
- Gemeinde Chaluo 茶洛乡
- Gemeinde Lieyi 列衣乡
- Gemeinde Deda 德达乡

## Ethnische Gliederung der Bevölkerung (2000)
Beim Zensus im Jahr 2000 hatte Batang 43.814 Einwohner.
| Name des Volkes | Einwohner | Anteil  |
| --------------- | --------- | ------- |
| Tibeter         | 41.802    | 95,41 % |
| Han             | 1.952     | 4,46 %  |
| Hui             | 18        | 0,04 %  |
| Yi              | 13        | 0,03 %  |
| Naxi            | 12        | 0,03 %  |
| Bai             | 6         | 0,01 %  |
| Miao            | 4         | 0,01 %  |
| Sonstige        | 7         | 0,02 %  |